# Abteilung Presse und Funkspruch
Die Zensurbehörde der Schweiz während des Zweiten Weltkrieges war die Abteilung Presse und Funkspruch (APF). Sektionen der Abteilung unterstanden dem Armeekommando, andere dem Bundesrat.

## Geschichte
Angesichts der sich abzeichnenden Kriegssituation in Europa wurden schon mehrere Monate vor Kriegsbeginn am 1. September 1939 Vorbereitungen getroffen, um die Zensur in der Schweiz zu organisieren. Bereits in der Zwischenkriegszeit hatte sich neben dem Bundesrat vor allem der Armeestab APF mit der Vorbereitung einer künftigen Zensurpolitik auseinandergesetzt. Durch das Fehlen eines ausgearbeiteten Pressenotrechts war es dem Schweizer Militär möglich, die Zensur ohne Kontrolle durch die politischen Behörden in die Wege zu leiten. Das Schweizer Militär drängte von Beginn an auf die Einführung einer generellen Zensur für die einheimischen Presseerzeugnisse. Die Generalstabsabteilung der Schweizer Armee benannte in der nicht veröffentlichten Organisation des Armeestabs am 4. Januar 1939 erstmals eine APF und wies dieser die Überwachung der Vorzensur der schweizerischen Presse zu. Mit dem Bundesratsbeschluss vom 8. September 1939 über den Schutz der Sicherheit des Landes im Gebiet des Nachrichtendienstes wurde General Guisan angewiesen, die Veröffentlichung und Übermittlung von Nachrichten und Äusserungen, insbesondere durch Post, Telefon und Telegraf, Presse- und Nachrichtenagenturen, Radio, Film und Bild zu überwachen. Der General übertrug diese ihm zugewiesenen Kompetenzen der APF, die sich damit fortan für die Zensur in der Schweiz verantwortlich zeigte. Nach Kriegsende wurde im Juni 1945 die Zensurtätigkeit der APF wieder eingestellt. Zwar existierte die militärisch organisierte Stabstelle Bundesrat APF noch bis ins Jahr 2004, doch war diese nur noch für das Informieren der Schweizer Bevölkerung in Krisenlagen zuständig. Trotz des ähnlichen Namens liess sich die Tätigkeit dieser Stabstelle nicht mehr mit der APF während des Zweiten Weltkriegs vergleichen.

## Organisation
Als Leiter der APF wurde der Bundesrichter Eugen Hasler ernannt. Dieser arbeitete bereits seit Januar 1938 am Organisationsplan mit. Hasler wurde im März 1940 durch Oberst Victor Perrier ersetzt. Perrier hatte das Amt bis Mitte 1942 inne, als sein Nachfolger amtete Oberst Michel Plancherel bis zum Kriegsende. Die APF war bis 31. Januar 1942 direkt dem Armeestab, ab 1. Februar 1942 dem Eidgenössischen Justizdepartement der Schweiz unterstellt. Das Inspektorat und dessen Leiter, in der Regel der Vorsteher der APF, besetzte die zentrale Stelle des Militärstabs. Von Anfang an waren Vertreter der Presse als freie Berater zur Behandlung von Fragen der inländischen Presse beigezogen worden, die unter der Bezeichnung „Presseberatungsstelle“ alle grundsätzlichen Probleme, aber auch einzelne wichtige Fälle auf dem Gebiet des inländischen Pressewesens mitberieten. Auch in anderen Bereichen, wie der Postkontrolle sowie der Telegramm- und Telefonzensur, kam es zur Zusammenarbeit mit zivilen Organen. Im Falle der Postkontrolle waren dies die Post-, Telefon- und Telegrafenbetriebe (PTT).
Die internen Weisungen der APF vom 12. September 1939, 31. Oktober 1939, 5. September 1940 und 1. Februar 1942 legten die Gliederung der Abteilung und die Verteilung der Befugnisse fest. Der APF selbst waren nach Tätigkeitsbereichen aufgebaute Sektionen unterstellt. Ursprünglich waren es deren sieben (Sektion Information, Sektion Presse, Sektion Post, Sektion Telephon und Telegraph, Sektion Film, Sektion Radio, Sektion Buch), doch wurde die Sektion Presse schon bald nach Kriegsbeginn in mehrere eigene Sektionen unterteilt.

### Sektion Heimatpresse, später Sektion Information
Die Sektion Heimatpresse wurde im Jahr 1940 in Sektion Information umbenannt und war das Bindeglied zwischen der APF, dem Bundesrat und den Armeestellen. Sie hatte aber auch die Aufgabe, politische, militärische und wirtschaftliche Informationen zu sammeln und auszuwerten. So informierte die Sektion Information den Abteilungschef, den Bundesrat und die Armeestellen über die Haltung der Schweizer Presse oder über einzelne Problembereiche. Andererseits informierte die Sektion Information auch die verschiedenen Zeitungsredaktionen in der Schweiz. Die Sektion Information fungierte als eigentliche Pressestelle der APF, wobei sie den Redaktionen häufig Informationen zukommen liess, die nicht für die Veröffentlichung bestimmt waren. Im Gegensatz zu den anderen Sektionen unterstand die Sektion Information direkt dem Armeekommando.

### Sektion Presse
Die Sektion bestand vom 12. September bis 31. Oktober 1939 sowie vom 5. Oktober 1940 bis Kriegsende. Ihr waren die Sektion Schweizerpresse, die Sektion Auslandpresse und die Sektion Buchhandel unterstellt. Der Chef der Sektion Presse war zugleich Stellvertreter der APF und ab dem 6. Juni 1942 sogar deren Chef. Die Sektion hatte keinen eigenen Stab, sondern bildete nur das gemeinsame Dach der Unterabteilungen.

#### Sektion Schweizerpresse
Die Sektion war für die Überwachung der Schweizer Presse zuständig und wurde am 5. Oktober 1940 geschaffen. Sie war der Sektion Presse unterstellt. Ab 1942 war sie auch dafür zuständig, die Herausgabe neuer Zeitungen zu bewilligen. Ihr Aufgabenbereich überschnitt sich teilweise mit demjenigen der Sektion Information und den Aufgaben des Inspektorats. Wie das Inspektorat kontrollierte die Sektion Schweizerpresse inländische Zeitungen und Zeitschriften, und wie die Sektion Information erstellte sie Pressespiegel über die einheimischen Presseerzeugnisse. Die Kontrolle der Schweizer Presse wurde am 18. Juni aufgehoben.

#### Sektion Auslandpresse
Ihre Aufgabe war die Kontrolle ausländischer Zeitungen und Zeitschriften, die in die Schweiz importiert wurden. Dabei war sie dezentral organisiert. In Bern wurden die deutschen Presseerzeugnisse kontrolliert, in Chiasso die italienischen und in Genf die französischen und englischen. Durch die enge Zusammenarbeit mit der Postverwaltung übernahmen die PTT einen grösseren Teil der Zensurarbeit bei ausländischen Presseerzeugnissen. Die PTT richteten fünf Haupt- und mehrere Nebenkontrollstellen ein. Die Kontrolle der Auslandpresse wurde am 4. Juni 1945 aufgehoben.

#### Sektion Agenturen
Die Sektion Agenturen kontrollierte die rund 50 Presseagenturen, die von der APF bewilligt wurden. Weiter war die Sektion mit der Überwachung der in der Schweiz akkreditierten Korrespondenten ausländischer Zeitungen beauftragt.

#### Sektion Kriegspresse
Die Sektion Kriegspresse spielte für die Pressekontrolle keine Rolle. Sie übernahm ausschliesslich vorbereitende, teilweise technische Aufgaben im Zusammenhang mit einem potentiellen Angriff auf die Schweiz. So lag die Erstellung einer mobilen Druckereikolonne und andere kriegsspezifische Aufgaben in ihrem Aufgabenbereich.

### Sektion Buchhandel
Die Sektion Buchhandel war dezentral organisiert. Ihre Aufgabe war die Überwachung der Produkte der Schweizer Verleger sowie der Einfuhr ausländischer Bücher und deren Verkauf in der Schweiz. Die Sektion Buchhandel war beauftragt zu prüfen, ob Bücher oder politische Propaganda den Grundsätzen der Pressekontrolle widersprachen. Mit der Zeit bildete sich immer stärker eine freiwillige Vorzensur heraus, da Verlage ihre Manuskripte vermehrt vor der Drucklegung freiwillig zur Prüfung einsandten, um einer Nachzensur zu entgehen. Die Kontrolle der Propagandaschriften unterstand der Bundesanwaltschaft. Die Buchzensur wurde am 4. Juni 1945 aufgehoben.

### Sektion Film
Die Sektion Film war mit einer militärischen und politischen Vorzensur aller öffentlich vorgeführten Filme (Spielfilme, Dokumentarfilme und Wochenschauen) beauftragt. Die Sektion Film prüfte sowohl inländische als auch ausländische Filmerzeugnisse und erteilte Bewilligungen zur Einfuhr und Vorführung von Filmen. Zudem war sie für die Kontrolle von militärischen Bildern zuständig. Die Filmzensur wurde am 18. Juni 1945 aufgehoben.

### Sektion Radio
Die Sektion Radio hörte sich die Sendungen der schweizerischen Radios an. Bei Sendungen, die sich mit wirtschaftlichen oder militärischen Themen befassten, wurde eine Vorzensur vorgenommen. Ab 7. Februar 1940 war die Sektion Radio auch für die Schallplattenzensur und ab 12. Mai 1940 für das Abhören ausländischer Radiosender zuständig. Die Sektion stellte ihre Tätigkeit am 15. August 1945 ein.

#### Zensur der Schallplatten
Am 7. Februar 1940 wurde für die Schweiz eine partielle Überwachung des Schallplattenhandels sowie der Schallplattenindustrie verfügt. Die Sektion Radio der APF sollte die Einfuhr, die Herstellung, den Vertrieb wie auch die öffentlichen Vorführungen verbotener Schallplatten verhindern. Schallplatten, die sich auf das Zeitgeschehen, Politiker (im In- und Ausland), auf ganze Nationen oder auf Armeen seit dem Jahre 1939 bezogen, wurden zensiert. Auch Märsche oder andere Musik mit „politisch-propagandistischen Tendenzen“ wurden verboten. Ein grosser Kontrollapparat sollte aus Kostengründen vermieden werden. Die Zensur sollte zudem „Handel, Industrie und Rundspruch keine unnötigen Fesseln“ auferlegen. Die Sektion Radio veröffentlichte wöchentliche Bulletins (jeweils samstags) und informierte über zensierte Schallplatten (Marke, Nummer, Liedtext/Interpret). Diese Berichte wurden mehreren Stellen (Oberzolldirektion, Grammophongrosshändler, Radios etc.) zugestellt. Beispielsweise war der Telefon- und Telegrammbereich der PTT verantwortlich dafür, dass verbotene Musik nicht auf dem Telefonnetz (auch vom Ausland her in der Schweiz) abgespielt wurde. Poststellen und Oberzolldirektion überwachten den Import von Schallplatten. Private Radiosender wie beispielsweise Rediffusion oder Radibus sowie Grosshändler wurden grösstenteils aufgefordert die Schallplattenzensur selber durchzuführen.
| Datum der Zensur | Datum der Zensur  | Titel                                                       | Marke                       | Nr.                         | Interpret                                    |
| ---------------- | ----------------- | ----------------------------------------------------------- | --------------------------- | --------------------------- | -------------------------------------------- |
| 1940             | 18. März 1940     | [We're Going to Hang out] the washing in the Siegfried Line | Columbia                    | FB 2314                     |                                              |
| 1940             | 18. März 1940     | [We're Going to Hang out] the washing in the Siegfried Line | HMV (His Masters Voice)     | HE 2145                     |                                              |
| 1940             | 18. März 1940     | [We're Going to Hang out] the washing in the Siegfried Line | Parlophone                  | F 1547                      |                                              |
| 1940             | 12. Juni 1940     | [We're Going to Hang out] the washing in the Siegfried Line | Decca                       | 59.013 A Dr. 3.876          |                                              |
| 1940             | 18. März 1940     | On ira prendre notre linge sur la Ligne Siegfried           | Pathé                       | PA 1873                     |                                              |
| 1940             | 12. Juni 1940     | I'm sending you the Siegfried Line                          | Decca                       | B Dr. 3.877                 |                                              |
| 1940             | 18. März 1940     | Adolf                                                       | Columbia                    | FB 2307                     |                                              |
| 1940             | 18. März 1940     | Adolf                                                       | Parlophone                  | F 1583                      |                                              |
| 1940             | 18. März 1940     | Charlie Kunz Wartime Piano Medley (Piano)                   | Decca                       | F 7277                      | Charlie Kunz                                 |
| 1940             | 18. März 1940     | Prenez le temps d'aimer                                     | Gramophone                  | F 8416                      |                                              |
| 1940             | 18. März 1940     | Wir fahren nach Engelland                                   | Telefunken                  | A 10044                     |                                              |
| 1940             | 18. März 1940     | Das Heilmittel                                              | Solor Rekord                | 60 d                        |                                              |
| 1940             | 18. März 1940     | Warnung 1. und 2. Teil                                      | Solor Rekord                | 33/34                       |                                              |
| 1940             | 18. März 1940     | Alarm bi klarer Sternennacht                                | Elite Record                | 1861                        |                                              |
| 1940             | 18. März 1940     | Coldstream Guards Marsch-potpourri                          | HMV                         | B8991                       |                                              |
| 1940             | 18. März 1940     | Bombenfliegermarsch                                         | Telefunken                  | A2946                       |                                              |
| 1940             | 27. Juli 1940     | run rabbit run                                              | Telefunken                  | A 10085                     |                                              |
| 1940             | 27. Juli 1940     | run rabbit run                                              | Columbia                    | MZ 174                      |                                              |
| 1940             | 27. Juli 1940     | run rabbit run                                              | Parlophone                  | F 1546                      |                                              |
| 1940             | 27. Juli 1940     | run rabbit run                                              | HMV                         | HE 2148                     |                                              |
| 1941             | 15. Februar 1941  | L'internationale / par les monts et les vallées             | Polydor                     | B 524371                    | Ensemble de chant de l'armée rouge de l'URSS |
| 1941             | 3. Juli 1941      | Good bye Sally                                              | HMV                         | BD 5530                     |                                              |
| 1941             | 14. November 1941 | Maréchal, nous voilà                                        | In jeder Aufnahme und Marke | In jeder Aufnahme und Marke |                                              |
| 1942             | 29. Juni 1942     | Bombe sull'inghilterra                                      | La voce del padrone         | HN 2015                     | Schultze-Stoepler-Frati                      |
| 1942             | 29. Juni 1942     | Inno dell'Asse                                              | La voce del padrone         | HN 2015                     | Iviglia-Cremer-Carmeli                       |
| 1942             | 16. Oktober 1942  | Das Lied des deutschen U-Boot-Mann                          | Telefunken                  | A 10427                     |                                              |
| 1942             | 10. November 1942 | Vincere                                                     | Odeon                       | 9270                        | Mendes-Mascheroni                            |
| 1942             | 26. Dezember 1942 | Adesso viene il bello                                       | Fonit                       | 74118                       | Vittorio Emanuele Bravetta Giuseppe Blanc    |

### Sektion Telegraf und Telefon
Die Sektion Telegraf und Telefon war für die Zensur und Überwachung des Telegrafen- und Telefonverkehrs zuständig. Das Armeekommando konnte neben militärischen auch zivile Stellen mit der Überwachung beauftragen. Am 2. September 1939 benachrichtigte die Generaldirektion der PTT die Presse, dass der Telegrafen- und Telefonverkehr eingeschränkt wurde. Unter anderem durfte innerhalb der Schweiz nur noch in den vier Landessprachen telefoniert und telegrafiert werden; zur Kommunikation mit dem Ausland war zusätzlich noch Englisch zugelassen. Bereits zwei Tage später fiel das Rätoromanische im Auslandsverkehr weg. Diese Mitteilungen wurden der Bevölkerung entsprechend über Radio und Zeitung mitgeteilt. Mehrmals gelangten Gesandtschaften an die Generaldirektion der PTT und die APF mit der Bitte, auch andere Sprachen zuzulassen. Diesen Bitten wurde teilweise auch nachgekommen, so wurde das Englische für den Inlandsverkehr Ende Dezember 1939 freigegeben und Spanisch zumindest für den Telegrafenverkehr ab April 1940 erlaubt. Bei den PTT und der APF kam es gelegentlich zu Absprachen, da es nicht eindeutig war, welche Organisation für diese Bewilligungen zuständig war. Sämtliche Telegramme – mit Ausnahme von Staatstelegrammen – unterstanden der Zensur. Die Telefonate wurden abgehorcht oder auf „Rollen“ aufgezeichnet und gespeichert. Die Telegrafenzensurstellen befanden sich in Basel, Bern, Genf, und Zürich und die für die Telefonzensur zuständigen Stellen in Basel, Bern, Genf, Interlaken, Lausanne, Lugano, Luzern, St. Gallen und Zürich. Zusätzlich konnten aber weitere temporäre Zensurstellen eröffnet werden. Die Sektion Telegraf und Telefon stellte ihre Arbeit nicht im Sommer 1945 ein. Im August 1945 unterstanden die Telegramme nicht mehr der Vorzensur, sondern der Nachzensur. Das heisst, die Telegramme wurden übermittelt und erst dann auf deren Inhalt überprüft. Zu diesem Zeitpunkt bestanden noch über 600 Telefonüberwachungen. Die Auftraggeber für die Überwachungen waren hauptsächlich die Bundesanwaltschaft, die Spionageabwehr, die Sektion zur Bekämpfung des Schwarzhandels, die Verrechnungsstelle sowie kantonale Polizeibehörden. Das Justiz- und Polizeidepartement wollte auf diese Überwachungen nicht verzichten. Die Generaldirektion der PTT wäre mit diesen zusätzlichen Überwachungen überfordert gewesen. Deshalb wurde die Sektion Telegraf und Telefon im August 1945 in das Eidgenössische Justiz- und Polizeidepartement eingegliedert. Das Personal bestand aus Zivilangestellten und Freiwilligen, die weiterhin im Aktivdienst bleiben wollten. Der Bundesrat verfügte im August: „Die Telegrammkontrolle und die Überwachung des Telephonverkehrs zur Wahrung der inneren und äusseren Sicherheit des Landes und zur Aufrechthaltung der Neutralität werden einer besonderen Dienststelle des eidg. Justiz- und Polizeidepartementes übertragen. […] Telephonanschlüsse von Personen, die einer gegen die Landesinteressen gerichteten Tätigkeit verdächtig sind, können überwacht werden.“

### Sektion Post
Es existierte keine allgemeine Postzensur. Die Sektion war vor allem mit der Kontrolle der Auslandpresse und den ausländischen Postsendungen beschäftigt. Ab 26. Juni 1940 war sie auch für die Zensur der Interniertenpost zuständig. Die Sektion Post wurde am 18. Juni 1945 aufgehoben.

### Rechtliche Grundlagen
- Art. 102, insbesondere 8–10 Bundesverfassung
- Bundesratsbeschluss vom 26. März 1934 betreffend Massnahmen gegen den Missbrauch der Pressefreiheit
- Bundesratsbeschluss vom 27. Mai 1938 betreffend Massnahmen gegen staatsgefährliches Propagandamaterial
- Bundesratsbeschluss vom 5. Dezember 1938 betreffend Massnahmen gegen staatsgefährliche Umtriebe und zum Schutze der Demokratie
- Verordnung vom 14. April 1939 und 2. September 1939 über die Handhabung der Neutralität
- Bundesratsbeschluss vom 30. August 1939 über Massnahmen zum Schutze des Landes und zur Aufrechterhaltung der Neutralität (Vollmachtenbeschluss)
- Neutralitätserklärung des Bundesrates vom 31. August 1939
- Bundesratsbeschluss vom 8. September 1939 über den Schutz der Sicherheit des Landes im Gebiet des Nachrichtendienstes
- Bundesratsbeschluss vom 8. September 1939 über die Ordnung des Pressewesens
- Grunderlass der APF vom 8. September 1939 und Grundsätze der Pressekontrolle der APF vom 6. Januar 1940 (Beide wurden durch den BRB vom 31. Mai 1940 als Notrecht für verbindlich erklärt.)
- Verordnung vom 22. September 1939 über die Wahrung der Sicherheit des Landes
- Bundesratsbeschluss vom 3. Oktober 1939 über die Ausfuhr und den Verkauf von Karten, Plänen und anderen Geländedarstellungen und deren Herstellungsmaterial
- Geschäftsordnung vom 9. Dezember 1939 der Eidgenössischen Rekurskommission für Presse und Funkspruch
- Bundesratsbeschluss vom 26. März 1940 betreffend die Veröffentlichungen über Spionagefälle
- Bundesratsbeschluss  vom 31. Mai 1940 betreffend die Überwachung der schweizerischen Presse
- Bundesratsbeschluss vom 15. November 1940 über die Verfolgung der Gerüchtemacherei und Verletzung der Geheimhaltepflicht auf kriegswirtschaftlichem Gebiet
- Bundesratsbeschluss vom 30. Dezember 1941 betreffend die Überwachung der politischen, militärischen und wirtschaftlichen Schriften
- Bundesratsbeschluss vom 30. Dezember 1941 über die Neugründung von Zeitungen, Zeitschriften sowie von Presse- und Nachrichtenagenturen
- Bundesratsbeschluss  vom 30. Dezember 1941 über die Unterstellung der APF im Armeestab unter den BR
- Bundesratsbeschluss 4. August 1942 über Straf- und Verfahrensbestimmungen zum Schutze der Landesverteidigung und der Sicherheit der Eidgenossenschaft
- Bundesratsbeschluss  vom 18. Juni 1945 über die Aufhebung des BRB vom 31. Mai 1940 betreffend die Überwachung der Schweizer Presse
- Bundesratsbeschluss vom 29. Juni 1945 über die Aufhebung des BRB vom 30. Dezember 1941 betreffend die Überwachung der politischen, militärischen oder wirtschaftlichen Schriften
- Bundesratsbeschluss vom 31. Juli 1945 und 18. März 1946 und folgende betreffend Neugründung von Zeitungen und Zeitschriften sowie von Presse- und Nachrichtenagenturen
- Bundesratsbeschluss vom 7. September 1945 über die Aufhebung des BRB vom 30. Dezember 1941 über die Unterstellung der Abteilung Presse und Funkspruch im Armeestab unter den BR

## Rolle im Kalten Krieg
Der Stab Bundesrat Abteilung Presse und Funkspruch (Stab BR APF; französisch Etat-major du Conseil fédéral Division Presse et Radio, EM CF DIPRA; italienisch Stato maggiore del Consiglio federale Divisione Stampa e Radio, SM CF DISTRA) war ein Instrument der Schweizer Regierung zur Information der Bevölkerung in ausserordentlichen Lagen.

### Geschichte
Die APF wurde 1939 gegründet. Auf Antrag des Oberbefehlshabers der Schweizer Armee, General Henri Guisan, wurde sie per 1. Februar 1942 dem Justiz- und Polizeidepartement unterstellt, damit die Armee nicht in die von der APF ebenfalls ausgeübten Zensuraktivitäten involviert wurde.
Nachdem Ende der 1980er-Jahre die Sektion Zensur aufgehoben wurde, wechselte die APF im Jahr 2000 in das Verteidigungsdepartement, unterstand aber weiterhin nicht dem Kommando der Armee.
Die APF, auch bekannt unter der Bezeichnung Armeestabsgruppe 500, und das seit 1997 dazugehörende Informationsregiment 1, wurden per 31. Dezember 2004 aufgelöst.

### Mittel

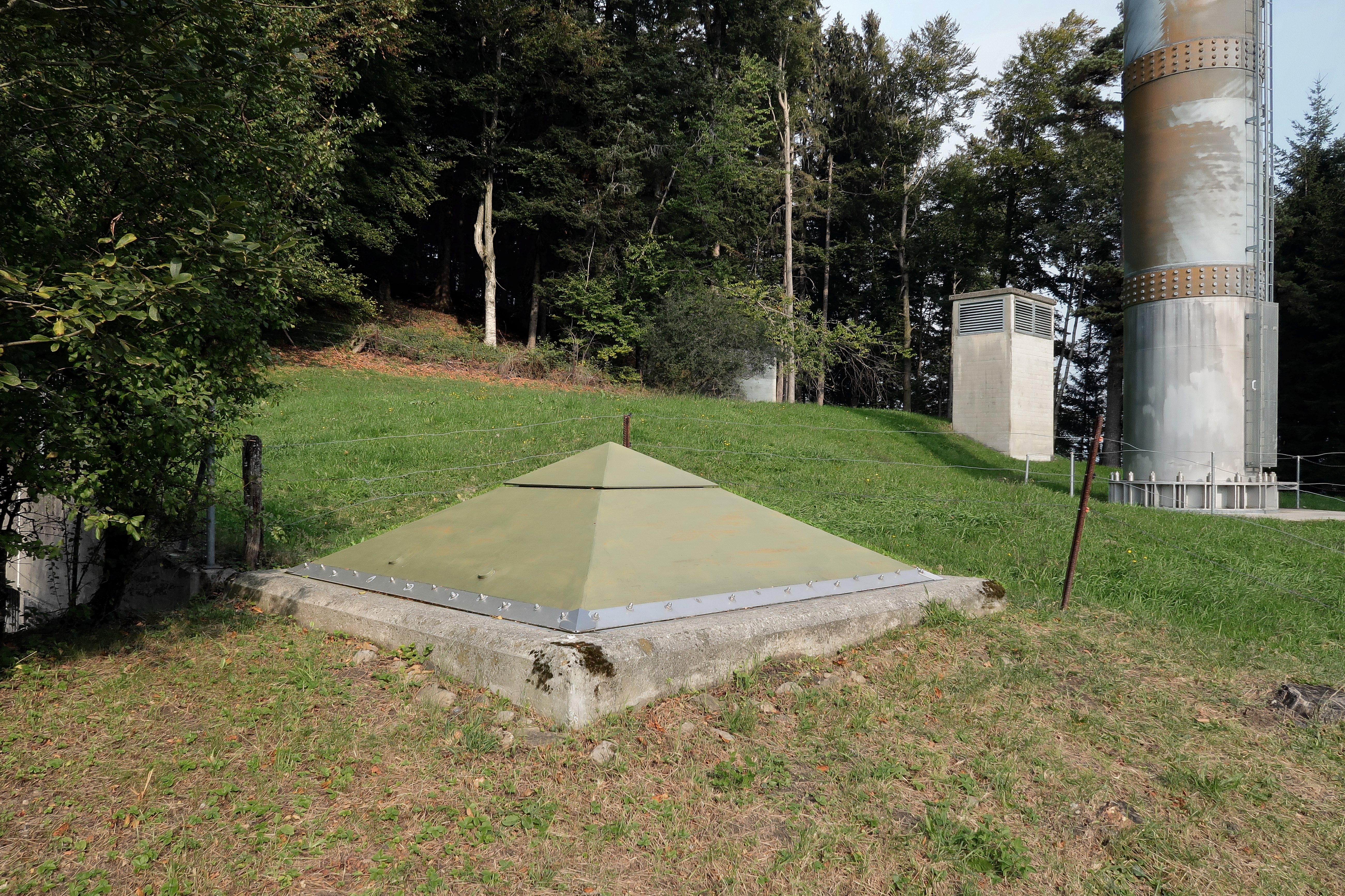
Sendeanlage mit ausfahrbarer Antenne (2018)

Organisation und Mittel der APF änderten sich im Laufe der Zeit:
Bis im Jahr 1965 gab es den Kriegspressezug, eine auf Eisenbahnwagen installierte Druckerei.
Der APF stand ausserdem die VRK/UKW77-Sendeinfrastruktur zur Verfügung (Versorgung mit Radioprogrammen in Kriegszeiten). Diese Sender sind so stark, dass sie von der Bevölkerung auch in modernen Schutzräumen empfangen werden können. Sie sollen im Rahmen des Projektes IBBK-Radio (Information der Bevölkerung durch den Bund in Krisenlagen mit Radio) beibehalten werden.